# Nikola Vlašić
Nikola Vlašić (Split, 4 de octubre de 1997) es un futbolista croata que juega como centrocampista en el Torino F. C. de la Serie A de Italia. Es hermano de la atleta Blanka Vlašić.

## Trayectoria
Empezó su carrera en el H. N. K. Hajduk Split en 2014. En agosto de 2017 se enfrentaron al Everton F. C. en la Liga Europa de la UEFA, y antes del cierre del periodo de traspasos se marchó a este equipo.
El 15 de agosto de 2018, tras un año en Inglaterra, fue cedido al P. F. C. CSKA Moscú una temporada. Tras la misma siguió en el mismo equipo después de haber sido adquirido en propiedad. En 2020 fue nombrado mejor jugador del año en Rusia por el periódico Sport-Express.
El 31 de agosto de 2021 regresó a Inglaterra tras ser fichado por el West Ham United F. C. Tras un año en el equipo fue cedido por una temporada con opción de compra al Torino F. C. Aunque esta no se hizo efectiva, ambos clubes llegaron a un acuerdo para su traspaso el siguiente mes de agosto.

## Selección nacional

### Participaciones en Copas del Mundo
| Mundial      | Sede  | Resultado     | Partidos | Goles |
| ------------ | ----- | ------------- | -------- | ----- |
| Mundial 2022 | Catar | Tercer puesto | 6        | 0     |

### Participaciones en Eurocopas
| Copa          | Sede     | Resultado        | Partidos | Goles |
| ------------- | -------- | ---------------- | -------- | ----- |
| Eurocopa 2020 | Europa   | Octavos de final | 4        | 1     |
| Eurocopa 2024 | Alemania | Primera fase     | 0        | 0     |

## Estadísticas
Actualizado al 18 de agosto de 2025.
| Club                             | Div.          | Temporada     | Liga  | Liga  | Liga   | Copas nacionales | Copas nacionales | Copas nacionales | Torneos internacionales | Torneos internacionales | Torneos internacionales | Total | Total | Total  |
| Club                             | Div.          | Temporada     | Part. | Goles | Asist. | Part.            | Goles            | Asist.           | Part.                   | Goles                   | Asist.                  | Part. | Goles | Asist. |
| -------------------------------- | ------------- | ------------- | ----- | ----- | ------ | ---------------- | ---------------- | ---------------- | ----------------------- | ----------------------- | ----------------------- | ----- | ----- | ------ |
| H. N. K. Hajduk Split · Croacia  | 1.ª           | 2014-15       | 27    | 3     | 3      | 5                | 0                | 0                | 5                       | 1                       | 0                       | 37    | 4     | 3      |
| H. N. K. Hajduk Split · Croacia  | 1.ª           | 2015-16       | 23    | 1     | 5      | 3                | 0                | 0                | 8                       | 1                       | 2                       | 34    | 2     | 7      |
| H. N. K. Hajduk Split · Croacia  | 1.ª           | 2016-17       | 30    | 4     | 8      | 1                | 0                | 0                | 6                       | 0                       | 1                       | 37    | 4     | 9      |
| H. N. K. Hajduk Split · Croacia  | 1.ª           | 2017-18       | 6     | 3     | 1      | 0                | 0                | 0                | 6                       | 0                       | 0                       | 12    | 3     | 1      |
| H. N. K. Hajduk Split · Croacia  | Total club    | Total club    | 86    | 11    | 17     | 9                | 0                | 0                | 25                      | 2                       | 3                       | 120   | 13    | 20     |
| Everton F. C. Inglaterra         | 1.ª           | 2017-18       | 12    | 0     | 0      | 1                | 0                | 0                | 6                       | 2                       | 1                       | 19    | 2     | 1      |
| Everton F. C. Inglaterra         | Total club    | Total club    | 12    | 0     | 0      | 1                | 0                | 0                | 6                       | 2                       | 1                       | 19    | 2     | 1      |
| P. F. C. CSKA Moscú · Rusia      | 1.ª           | 2018-19       | 25    | 5     | 5      | 0                | 0                | 0                | 6                       | 3                       | 2                       | 31    | 8     | 7      |
| P. F. C. CSKA Moscú · Rusia      | 1.ª           | 2019-20       | 30    | 12    | 5      | 2                | 0                | 0                | 6                       | 1                       | 1                       | 38    | 13    | 6      |
| P. F. C. CSKA Moscú · Rusia      | 1.ª           | 2020-21       | 26    | 11    | 5      | 3                | 1                | 0                | 5                       | 0                       | 1                       | 34    | 12    | 6      |
| P. F. C. CSKA Moscú · Rusia      | 1.ª           | 2021-22       | 5     | 0     | 1      | ―                | ―                | ―                | ―                       | ―                       | ―                       | 5     | 0     | 1      |
| P. F. C. CSKA Moscú · Rusia      | Total club    | Total club    | 86    | 28    | 16     | 5                | 1                | 0                | 17                      | 4                       | 4                       | 108   | 33    | 20     |
| West Ham United F. C. Inglaterra | 1.ª           | 2021-22       | 19    | 1     | 0      | 6                | 0                | 1                | 6                       | 0                       | 1                       | 31    | 1     | 2      |
| West Ham United F. C. Inglaterra | Total club    | Total club    | 19    | 1     | 0      | 6                | 0                | 1                | 6                       | 0                       | 1                       | 31    | 1     | 2      |
| Torino F. C. · Italia            | 1.ª           | 2022-23       | 34    | 5     | 6      | 3                | 0                | 1                | ―                       | ―                       | ―                       | 37    | 5     | 7      |
| Torino F. C. · Italia            | 1.ª           | 2023-24       | 33    | 3     | 2      | 2                | 0                | 0                | ―                       | ―                       | ―                       | 35    | 3     | 2      |
| Torino F. C. · Italia            | 1.ª           | 2024-25       | 30    | 5     | 4      | 0                | 0                | 0                | ―                       | ―                       | ―                       | 30    | 5     | 4      |
| Torino F. C. · Italia            | 1.ª           | 2025-26       | 0     | 0     | 0      | 1                | 1                | 0                | ―                       | ―                       | ―                       | 1     | 1     | 0      |
| Torino F. C. · Italia            | Total club    | Total club    | 97    | 13    | 12     | 6                | 1                | 1                | 0                       | 0                       | 0                       | 103   | 14    | 13     |
| Total carrera                    | Total carrera | Total carrera | 300   | 53    | 45     | 27               | 2                | 2                | 54                      | 8                       | 9                       | 381   | 63    | 56     |
| 1. 2.                            |               |               |       |       |        |                  |                  |                  |                         |                         |                         |       |       |        |

## Palmarés

### Distinciones individuales
| Distinción                                                                     | Año  |
| ------------------------------------------------------------------------------ | ---- |
| Parte de los 40 mejores jugadores del mundo para The Guardian (categoría 1997) | 2014 |